# Manifest dels 2300
El Manifest dels 2.300 va ser un manifest aparegut el 25 de gener del 1981. Fou signat per un grup de persones que en principi residien a Catalunya, entre ells Federico Jiménez Losantos, Santiago Trancón, Amando de Miguel, Carlos Sahagún i José Luís Reinoso i suposadament fins a 2.300 persones més. En aquest es criticava la política lingüística, especialment en educació, del nou govern de la Generalitat de Catalunya després de la transició espanyola. Els primers l'acusaven de discriminar el castellà i d'insolidaritat respecte d'Espanya.
El manifest, tot i que redactat el 25 de gener del 1981, havia de ser publicat a finals de febrer a Diario 16, que llavors dirigia el periodista Pedro J. Ramírez. Però eren temps convulsos; el 29 de gener, havia dimitit Adolfo Suárez i el cop d’estat del 23-F en va endarrerir la publicació fins al 12 de març, un dia abans que s'aprovés la LOAPA.
Després de l'atemptat de Terra Lliure contra Federico Jiménez Losantos el maig de 1981, alguns dels firmants del manifest marxaren de Catalunya.
La idea del Manifest dels 2300 fou de Santiago Trancón, professor de literatura i llengua procedent de Valderas (Lleó); el sindicalista José Luís Reinoso, i Carlos Sahagún, poeta d'Onil (Alcoià), i defensor de l’anarcosindicalisme. Tres perfils d’esquerres que no se sentien còmodes amb el catalanisme del PSC i el PSUC. Els tres varen anar a buscar Federico Jiménez Losantos, que llavors treballava de professor en un institut de Santa Coloma de Gramenet. I segons alguns testimonis Jiménez Losantos va reescriure el primer esborrany de Trancón i tots quatre el portaren a Amando de Miguel, professor de sociologia a la Universitat de Barcelona, perquè volien un "intel·lectual" a la capçalera del manifest.
La veracitat sobre si el manifest tenia el suport de 2300 intel·lectuals s'ha posat en dubte. El poeta Gil de Biedma en publicà una crítica a La Vanguardia i el definí com a surrealista per la visió que mostrava el manifest d'un conflicte migratori que segons ell no existia, i també afirmà que ell posava en dubte algunes firmes com la del sociòleg Esteban Pinilla de las Heras.

### Resposta
Al cap de pocs dies es va publicar com a resposta el manifest Crida a la Solidaritat en Defensa de la Llengua, la Cultura i la Nació Catalanes, que va denunciar que el que pretenia el Manifest dels 2300 era mantenir l'hegemonia del castellà a la vida pública. D'aquest manifest sorgiria la plataforma Crida a la Solidaritat que va organitzar la manifestació del 14 de març de 1982 en contra de la Llei Orgànica d'Harmonització del Procés Autonòmic (LOAPA) sota el lema Som una nació ('Som una nació').
Quatre mesos més tard, el 21 de maig del 1981, va ser segrestat el periodista espanyol Federico Jiménez Losantos per l'organització terrorista independentista catalana Terra Lliure, que no va anunciar públicament la seva existència fins al 24 de juny. Després de rebre un tret en un genoll i ser abandonat lligat a un arbre, va ser alliberat per la policia el mateix dia. Després del succés, Jiménez Losantos i altres signants del manifest, com Amando de Miguel, Carlos Sahagún i Santiago Trancón, van abandonar Catalunya.